# Pina/ピナ・バウシュ 踊り続けるいのち
『Pina/ピナ・バウシュ 踊り続けるいのち』（Pina）は、2011年のドイツの3Dダンス映画である。2009年に亡くなったドイツの振付家のピナ・バウシュを扱ったドキュメンタリーであり、ヴィム・ヴェンダースが監督した。
第61回ベルリン国際映画祭のコンペティション外にてプレミア上映された。
第84回アカデミー賞では外国語映画部門でドイツ代表作品として選出された。また、長編ドキュメンタリー映画賞にはノミネートされた。

## 製作
ヴェンダースは長年にわたってバウシュと交流があり、彼女の映画を製作しようと考えたのは20年以上も前のことであったが、「ピナの素晴らしい踊りを映像化するすべがなかった」ために中々進まなかった。その後ヴェンダースは『U2 3D』で最新のデジタル3D技術を目の当たりにしたことでようやく企画が進行し始め、2009年秋に撮影開始が予定されていた。しかしながら同年6月30日にバウシュが亡くなったことでキャンセルされた。ヴェンダースは失意に陥ったが、バウシュが生前率いてきたヴッパタール舞踊団の姿に励まされ、製作を再開し、完成に至った。

## 受賞とノミネート
| 賞                             | 部門                       | 対象                                           | 結果       |
| ------------------------------ | -------------------------- | ---------------------------------------------- | ---------- |
| アカデミー賞                   | 長編ドキュメンタリー映画賞 | ヴィム・ヴェンダース、ジャン＝ピエロ・リンゲル | ノミネート |
| 英国アカデミー賞               | 非英語作品賞               | 『Pina/ピナ・バウシュ 踊り続けるいのち』       | ノミネート |
| 英国インディペンデント映画賞   | 外国映画賞                 | 『Pina/ピナ・バウシュ 踊り続けるいのち』       | ノミネート |
| ヨーロッパ映画賞               | ドキュメンタリー賞         | 『Pina/ピナ・バウシュ 踊り続けるいのち』       | 受賞       |
| サテライト賞                   | ドキュメンタリー映画賞     | 『Pina/ピナ・バウシュ 踊り続けるいのち』       | ノミネート |
| シカゴ映画批評家協会賞         | ドキュメンタリー映画賞     | 『Pina/ピナ・バウシュ 踊り続けるいのち』       | ノミネート |
| ロンドン映画批評家協会賞       | ドキュメンタリー賞         | 『Pina/ピナ・バウシュ 踊り続けるいのち』       | ノミネート |
| ワシントンD.C.映画批評家協会賞 | ドキュメンタリー映画賞     | 『Pina/ピナ・バウシュ 踊り続けるいのち』       | ノミネート |